# France au Concours Eurovision de la chanson 1973
La France a participé au Concours Eurovision de la chanson 1973 à Luxembourg. C'est la dix-huitième participation de la France au Concours Eurovision de la chanson.
Le pays est représenté par Martine Clémenceau et la chanson Sans toi, sélectionnés par l'ORTF au moyen d'une finale nationale diffusée sur la première chaîne de l'ORTF.
L'année suivante, l'ORTF se retirera du concours à la suite du décès du président de la République Georges Pompidou le 2 avril 1974. La France reviendra au Concours Eurovision de la chanson en 1975, un an après l'éclatement de l'ORTF, TF1 lui succède pour choisir le représentant français au concours de 1975.

## Sélection
Trois interprètes ont été désignés pour cette sélection nationale : Anne-Marie Godart, Daniel Beretta et Martine Clémenceau. Après avoir reçu 96 chansons, l'ORTF retient 55 chansons et les répartit entre les trois interprètes, sauf une, Oui, je t'aime, le compositeur Jean-Pierre Savelli, souhaitant interpréter la chanson lui-même. Le jury de présélection sélectionnera six chansons pour la finale nationale télévisée.

### Finale
La finale de la sélection nationale, présentée par Pierre Tchernia, a eu lieu le 6 mars 1973 aux studios des Buttes-Chaumont, à Paris.
La chanson gagnante est choisie par trois jurys, composés respectivement de téléspectateurs, de journalistes et de personnalités du spectacle,.
| Ordre | Artiste             | Chanson                   | Points | Place |
| ----- | ------------------- | ------------------------- | ------ | ----- |
| 1     | Martine Clémenceau  | Je suis venue de loin     | 12     | 5     |
| 2     | Martine Clémenceau  | L'Arlequin                | 8      | 6     |
| 3     | Martine Clémenceau  | Sans toi                  | 21     | 1     |
| 4     | Anne-Marie Godart   | Pas un mot, pas une larme | 15     | 3     |
| 5     | Anne-Marie Godart   | Lui, il ne saura jamais   | 14     | 4     |
| 6     | Jean-Pierre Savelli | Oui, je t'aime            | 16     | 2     |

## À l'Eurovision

### Points attribués par la France
| 10 points | Luxembourg                         |
| 9 points  | Espagne                            |
| 8 points  | Royaume-Uni                        |
| 7 points  | Allemagne                          |
| 6 points  | Norvège Pays-Bas Portugal          |
| 5 points  | Israël Italie Monaco               |
| 4 points  | Finlande Irlande Suède Yougoslavie |
| 3 points  |                                    |
| 2 points  | Belgique Suisse                    |

### Points attribués à la France
| 10 points                                                     | 9 points                                  | 8 points                | 7 points                     | 6 points |
| ------------------------------------------------------------- | ----------------------------------------- | ----------------------- | ---------------------------- | -------- |
|                                                               |                                           |                         | - Yougoslavie                |          |
| 5 points                                                      | 4 points                                  | 3 points                | 2 points                     | 1 point  |
| - Espagne - Irlande - Monaco - Pays-Bas - Royaume-Uni - Suède | - Allemagne - Finlande - Norvège - Suisse | - Belgique - Luxembourg | - Israël - Italie - Portugal |          |

Martine Clémenceau interprète Sans toi en 16e position lors du concours suivant le Royaume-Uni et précédant Israël. Au terme du vote final, la France termine 15e ex æquo avec la Yougoslavie sur 17 pays, obtenant 65 points.